# La Quinta (ganadería)
La Quinta es una ganadería brava española propiedad de Álvaro Martínez Conradi, fundada en 1987 por él mismo con vacas y sementales de Joaquín Buendía Peña. La camada principal de la ganadería se encuentra actualmente en la finca “Fuente La Higuera”, situada en el término municipal de Palma del Río, en la Provincia de Córdoba, al límite con la de Sevilla; está inscrita en la Unión de Criadores de Toros de Lidia.
En “Fuente La Higuera” están todos los toros y novillos utreros de salida más los toros que se lidiarán el año siguiente, seleccionados en septiembre del año anterior. El resto de añojos y erales se encuentran en la finca “El Turuñuelo - Majadas Altas”, situada en el término municipal de Peñaflor, en la Provincia de Sevilla. La base de las vacas está en la finca “Fuente Merino” en el también municipio sevillano de Lora del Río, y otra pequeña parte en “El Molino”, situada en Constantina.
El nombre de la ganadería proviene de la antigua finca propiedad de la familia Buendía, y donde hoy pastan las reses de la ganadería de María del Carmen Camacho, en Medina Sidonia (Cádiz). En cuanto al hierro, la C con aspas y la otra C que está en el centro hacen referencia a las iniciales de Carlos Conradi, antepasado del actual ganadero.

## Historia de la ganadería
El Marqués de Casa Ulloa forma una ganadería a finales del siglo XVIII; sus herederos venden una parte en 1819 a Juan de Dios Martín, que a su vez la venderá años más tarde a Ángel González Nandín. Carlos Conradi adquiere a este último la mayor parte de la ganadería en 1884, añadiéndole veinte años más tarde un semental de Eduardo Ibarra. Siete años más tarde es traspasada a Juan Bautista Conradi, y tras su fallecimiento, la heredan sus hijos. Los hermanos dividen la ganadería en 1952, y tres años después es adquirida por Rafael Espinosa de los Monteros y Navarrete, que la vende a su vez a Carmen Rodríguez y Villadiego en 1981; la nueva ganadera permanecerá en propiedad con la ganadería hasta 1987, cuando la vende a los señores Soto de Luis.
Este mismo año de 1987, Álvaro Martínez Conradi adquiere la ganadería a los señores Soto de Luis, que estaba compuesta por un lote de 100 vacas y dos sementales; dos años más tarde le añade 180 reses (entre vacas y sementales) adquiridos a Joaquín Buendía Peña, con puro Encaste Santa Coloma, provenientes de la ganadería que comprara en 1932 al conde de Santa Coloma. En 1992, compra a Joaquín Buendía los derechos del hierro que éste ya tenía, La Quinta, manteniendo este nombre, la antigüedad y el diseño del hierro.

### Toros célebres
- Golosino: toro cárdeno oscuro, de 460 kg de peso, indultado por Juan Bautista en la plaza de toros de Istres el 15 de junio de 2013.[9][10] En honor a este toro, Bautista creó su actual ganadería de La Golosina, con vacas procedentes de La Quinta.[11][12]
- Berreón: toro cárdeno oscuro, de 498 kg de peso, lidiado por Fernando Robleño el 15 de agosto de 2014 en la plaza de toros de El Bibio de Gijón. El toro demostró una gran bravura y entrega durante la lidia; fue premiado con la vuelta al ruedo y Robleño le cortó las dos orejas.[13][14] Posteriormente, la peña Dávila Miura premió al toro como el más bravo de la feria de ese año.[15][16]
- Ruiseñor: toro cárdeno oscuro, de 501 kg de peso, indultado por Antonio Ferrera en la plaza de toros de Castellón de la Plana el 23 de marzo de 2025.[17] El toro demostró unas características que le valieron el indulto, convirtiéndose en el primer toro indultado en dicho coso taurino. Ferrera fue premiado por su faena con dos orejas simbólicas.[18]

## Características
La ganadería está formada por toros procedentes del Conde de Santa Coloma y Joaquín Buendía Peña, en la línea de este último. Atienden en sus características zootécnicas a las que recoge como propias de este encaste el Ministerio del Interior:
- Toros epilométricos, subcóncavos y brevilíneos. Son animales terciados, pero de conjunto armónico, de esqueleto y piel finos. En la cabeza resulta relevante, además de la concavidad del perfil fronto-nasal, el aspecto de los ojos, que son grandes y saltones. Pueden presentar el morro afilado con la cabeza alargada y estrecha de sienes, aunque lo más frecuente en que esta sea más ancha de sienes con el morro ancho y chato.
- Las encornaduras no son muy desarrolladas. El cuello tiene una longitud media, la papada aparece muy poco marcada (degollados) y el morrillo no alcanza un grado de desarrollo muy acusado. El dorso y los lomos son rectos, la grupa redondeada, las extremidades de longitud media y la cola fina.
- Las pintas típicas son principalmente cárdenas y negras, dándose en menor medida tostadas y berrendas (en negro y en cárdeno). Las pintas castañas y coloradas aparecen de forma excepcional. Los accidentales más frecuentes son el entrepelado y aquellos en forma de manchas blancas (careto, lucero, estrellado, jirón, aldiblanco, bragado, meano, calcetero, coliblanco y rebarbo).

La línea morfológica de Buendía es la más abundante del encaste Santa Coloma y la que tiene mayor influencia de la línea Saltillo de la Casta Vistahermosa. En estos toros predominan las pintas cárdenas en todas sus variantes y negras, dándose en menor medida tostadas y berrendas en negro y cárdeno. Estos pelajes suelen ir acompañados de una amplia variedad de accidentales.

## Premios y reconocimientos
- 2013: Premio a la mejor ganadería de la Feria de Begoña de Gijón, concedido por la Peña taurina “El Fandi”.
- 2014: Premio a la mejor ganadería de la Feria de Begoña de Gijón 2014, otorgado por la Peña taurina “El Fandi”.
- 2015: XIII Trofeo al Toro más bravo de la feria de Begoña de Gijón 2014 por el toro Berreón, concedido por la peña taurina “Dávila Miura”.[20]
- 2019:
  - XXXI Trofeo al “Toro más bravo” de la Feria de Albacete 2018 por el toro Jilguerito, de 518 kg de peso, lidiado el 16 de septiembre de ese año por Rubén Pinar.[21][22]
  - XLIV Trofeo “Molina de la Bravura” a la mejor corrida lidiada en el abono de la Feria de Albacete 2018, por la corrida lidiada el 16 de septiembre de esa feria por Rubén Pinar, Andrés Palacios y José Garrido.[21][22]
  - Premio a la Mejor ganadería de la feria de Begoña de Gijón, otorgado por la peña taurina “El Fandi”.[23]
  - Premio al “Toro más bravo” de la Feria de Gijón otorgado por la peña Astur, recogido por el ganadero Álvaro Martínez Conradi.[24]